# Јадранка Пејановић
Јадранка Пејановић (Београд, 19. јануар 1979 — Београд, 30. септембар 2018) била је српска филмска, телевизијска, позоришна и гласовна глумица, ТВ водитељка и новинарка.

## Биографија
Јадранка Пејановић је рођена у Београду 19. јануара 1979. године као Јадранка Бугарски. Завршила је Филолошку гимназију. Дипломирала је глуму на Академији уметности у Београду, у класи професора Бранислава Јеринића.
Играла је у неколико позоришних представа, луткарском позоришту, у кореодрамама, као и неколико филмова и домаћих серија.
Из луткарских представа и позоришних улога, 2008. године закорачила је у свет телевизије, у информативну редакцију ТВ Б92. Водила емисију „Планета”, затим неколико месеци била је водитељ јутарњег програма „ТВ Дизање” и извештавала са лица места широм Србије, а потом је прешла у информативни програм. Била је коауторка документарног филма „Неиспричане приче”, о животу Зорана Ђинђића. Радила је на Н1 телевизији од њеног оснивања. У редакцији те телевизије осмислила је емисију „Сцена”, у којој је пратила догађаје на културној сцени Србије и региона. Била је ауторка емисије „Нет Контекст”, а водила је и емисију „Нови дан”. Урадила је десетине интервјуа са најистакнутијим личностима културног и јавног живота, аутор је више документарних репортажа у серијалу „Неистражено”. За време поплава 2014. године извештавала је за амерички Си-Ен-Ен.
Активно је радила синхронизације анимираних и играних филмова и серија за студије Аудио визард Ем ен Ди, Баукова соба, Студио С, Мириус, Студио, Голд Диги Нет, Моби, Идеограм, Вочаут, Ливада Београд и Бозомикс, као и за телевизију Хепи. Преминула је 30. септембра 2018. године у Београду, у 39. години живота.

## Филмографија
| Год.  | Назив             | Улога      |
| ----- | ----------------- | ---------- |
| 2014. | Новембарски човек | Спикерка   |
| 2018. | Убице мог оца     | Репортерка |

## Улоге у синхронизацијама
| \| Година синх. \| Назив \| Улога \| \| ------------ \| ---------------------------------------------- \| ------------------------------------------------------------------------------------------------------------------------------------------------------- \| \| 2004. \| Навијачице \| Криси итд. \| \| 2004. \| Сабрина - вештица тинејџерка: Пријатељи заувек \| Сабрина Спелман, краљица Енчантра итд. \| \| 2005. \| Бандолеро \| Марија, Хуанито, Жгоља \| \| 2005. \| Велика трка ружног пачета \| Ружни итд. \| \| 2005. \| Лесијеви ренџери спасиоци \| Сузан Тарнер, Бен Тарнер Јуниор \| \| 2005. \| Маделина: Изгубљена у Паризу \| Маделина итд. \| \| 2005. \| Мачак Мика \| Фелиција \| \| 2005. \| Нове авантуре Зороа (1981) \| Марија, Лусија \| \| 2005. \| Пинокио и император мрака \| Пинокио \| \| 2005. \| Пипи Дуга Чарапа \| Пипи \| \| 2005. \| Пророчанство жабе \| Јулија, слоница \| \| 2005. \| Ружно паче иде на летовање \| Ружни итд. \| \| 2005. \| Ружно паче и припреме за Божић \| Ружни итд. \| \| 2005. \| Ружно паче у зачараној шуми \| Ружни итд. \| \| 2005. \| Ружно паче у причи о вилењацима и змајевима \| Ружни итд. \| \| 2005. \| Ружно паче у чудесним причама \| Ружни итд. \| \| 2006. \| Али Баба и четрдесет разбојника \| \| \| 2006. \| Арчи: Авантуре пећинског човека \| Вероника, Дилтон итд. \| \| 2006. \| Бекасин и благо Викинга \| Бекасин, Мари \| \| 2006. \| Велика очекивања \| Естела, госпођа Хедершон, госпођа Џоунс \| \| 2006. \| Заборављене играчке \| Ана \| \| 2006. \| Оливер Твист \| Оливер Твист, Невил, Ненси, Сали итд. \| \| 2006. \| Острво краба \| Лорелај итд. \| \| 2006. \| Острво с благом \| Џим \| \| 2006. \| Приче са ђубришта \| Алиса итд. \| \| 2006. \| Снежана и Божић \| Снежана, Зла краљица \| \| 2006. \| Миленце прасенце \| Миленце \| \| 2006. \| Смешарики \| Њушкица \| \| 2006. \| Принцеза на зрну грашка \| Хилдегард, маћеха, принцезе \| \| 2006. \| Суперскитнице \| \| \| 2007. \| Друга звезда лево \| \| \| 2007. \| Конг: Повратак у џунглу \| Докторка Џенкинс, Луа \| \| 2007. \| Мали хероји \| Малиша, Ана итд. \| \| 2007. \| Први зимски снег \| Јоца, Јоцина мама \| \| 2007. \| Прича о два града \| \| \| 2007. \| Робин Худ: Потрага за краљем \| \| \| 2007. \| Тутенштајн \| Клео Картер, Луксор итд. \| \| 2007. \| Царско путовање \| женски глас \| \| 2010. \| Шашава дружина \| Патак Дача, Гица Прасић итд; сви женски ликови \| \| 2010. \| Барби: савршени Божић \| Скипер (дијалози и На дан савршеног Божића) \| \| 2010. \| Барби и Крцко Орашчић \| Тетка Елизабет, сова \| \| 2011. \| Сабринин тајни живот \| Касандра, Марица, Зелда Спелман, краљица Енчантра \| \| 2011. \| Земља коња \| Алма Родригез, Клои Стилтон, Тини, Скарлет, Пепер, Батон \| \| 2011. \| Мачак у чизмама \| Џил \| \| 2011. \| Штрумфови \| Грејс Винслоу \| \| 2011. \| Боба и Биба \| Разне улоге \| \| 2011. \| Метеор и моћни камиони \| Метеор итд. \| \| 2011. \| Хантик \| Приповедачица \| \| 2011. \| Торк \| Ирис итд. \| \| 2011. \| Сабрина: Пријатељи заувек \| Никол \| \| 2011. \| Мегаминималс \| Госпођица Медоуз, пингвин \| \| 2011. \| Ловци на змајеве \| Зои \| \| 2012. \| Моји џепни љубимци \| Кејт, Ева \| \| 2012. \| Гормити (ТВ серија из 2008) (С1) \| Џесика \| \| 2012. \| Барби као Златокоса \| Готела, Пенелопа \| \| 2012. \| Барби: лабудово језеро \| Лајла, краљица, Иван \| \| 2012. \| Барби као принцеза и просјакиња \| Мадам Карп \| \| 2012. \| Барби - острвска принцеза \| Тика, краљица Аријана \| \| 2012. \| Барби Феритопија \| Маслачак, Лаверна \| \| 2012. \| Барби Мерипоза \| \| \| 2012. \| Барби у модној бајци \| Тетка Мили, Ракел, Светлуцана, Делфина, Џилијана \| \| 2012. \| Барби: тајне виле \| Кери, Ракел \| \| 2012. \| Принцеза Барби и школа манира \| Исла, госпођица Привет, госпођа Вилоус \| \| 2012. \| Барби и три мускетара \| Вивека, Миет, Мари \| \| 2012. \| Барби у причи о сирени \| Зума, Калиса, Ерис, Кајла, Сиренка \| \| 2012. \| Барби и дијамантски замак \| Алекса (говор), Тереза (говор), Лидија \| \| 2012. \| Нинџа корњаче: Нова мутација \| Венера, Вам-Ми \| \| 2012. \| Моћни ренџери: самураји \| Мија, Емили, Даи \| \| 2012. \| Винкс (С5) \| Блум, Ајси, Треса, Гризелда (Е1-13), Пратећи вокал \| \| 2012. \| Звончица и тајна крила \| Искрица \| \| 2012. \| Разбијач Ралф \| Мери \| \| 2012. \| Покемон: Црно и бело \| Ајрис, Џеси \| \| 2013. \| Млади мутанти нинџа корњаче (2012) \| Кранг први (само неке епизоде) \| \| 2013. \| Инвазија Рабида \| додатни гласови \| \| 2013. \| Луи \| додатни гласови \| \| 2013. \| Штрумфови 2 \| Грејс Винслоу \| \| 2013. \| Биг тајм раш \| Луси Стоун, Дарина маћеха (само неке епизоде) \| \| 2013. \| Аватар: Легенда о Кори \| додатни гласови \| \| 2013-2018. \| Патролне шапе \| Рајдер (С1-2, С3Е14-С5Е14) \| \| 2013. \| Свиндел \| Рецепционарка \| \| 2013. \| Витаминикс \| \| \| 2013. \| Супер шпијунке (С6) \| Алекс \| \| 2014. \| Санџеј и Крег \| додатни гласови \| \| 2014. \| Сем и Кет \| додатни гласови \| \| 2014-2018. \| Тандерменови \| Барб Тандермен (С1-2, 4) \| \| 2014. \| Тетка Рада, девојчица \| Николасова мама \| \| 2014. \| Ники Дус \| Николасова мама \| \| 2014. \| Паунд Папис: Штене за сваког човека \| Штрудлица, Колачић, Ђина, Сели Меј, Камелија, Кејли, Вили Глисон, Хамфри, Пикипус, Пепита, Нугат, Џули, Џени, Коцкица, докторка Труди, Рокси, Табу итд. \| \| 2014. \| Господин Пидоби и Шерман \| Пети Питерсон \| \| 2014. \| Звончица и вила гусарка \| Искрица \| \| 2014. \| Нове авантуре Петра Пана \| Венди \| \| 2014. \| Дај гол! \| Тетка Рада, девојчица \| \| 2015. \| Звончица и чудовиште из Недођије \| Искрица \| \| 2015-2018. \| Ники, Рики, Дики и Дон \| Мек, Оскар (само неке епизоде), Карен, ЈОКО \| \| 2015. \| Чудновило лето \| Вики \| \| 2015. \| Алберт \| Јадранка, Албертова мама, Људмила итд. \| \| 2015-2017. \| Бела и Булдози \| Шери \| \| 2015. \| Водени свет малих гупија \| Деманда, Скипова мама \| \| 2015-2017. \| Литл чармерс \| Принц Ферг \| \| 2015-2018. \| Макс и Руби \| Госпођа Хафингтон (С1-5, С6 већина епизода) \| \| 2015. \| Светлуцава и Сјајна \| Царица Калијана \| \| 2015-2017. \| Харви Кљунић \| Техномеда (С1Е1-20, С2 већина епизода) \| \| 2016. \| Паплси \| Сани \| \| 2016. \| Алвин и веверице \| Хармони \| \| 2016. \| Тинејџ вештица \| Лили Арчер \| \| 2016-2017. \| Развали игру \| Софија Санчез, Џеки Грифин, Кејла Бангер \| \| 2016. \| Изгубљени на Дивљем Западу \| Џејн из будућности \| \| 2016. \| Кућа Бука \| споредне улоге \| \| 2016-2017. \| Чудновили родитељи \| Вики итд. (С9-10) \| \| 2017. \| Бансен је звер \| Бансенова мама \| \| 2017. \| Хенри Опасност \| Ноел (03x09) \| \| 2017. \| Легенде скривеног храма \| споредне улоге \| \| 2017-2018. \| Сунђер Боб Коцкалоне \| споредне улоге \| \| 2017. \| Тинејџ вештица \| Лили Арчер \| \| 2017. \| Штрумпфови: Скривено село \| \| \| 2018. \| Бекство из библиотеке господина Лемoнчела \| Докторка Зинченко \| \| 2018. \| Инстант мама \| Стефани Филипс \| \| 2018. \| Фантастично путовање у Оз \| Врана итд. \| \| 2018. \| Цеца Переца \| додатни гласови \| \| 2018. \| Блејз и чудовишне машине \| Габи (С4Е3) \| \| 2018. \| Ухвати Ејса \| Џини Мекдугал (Е1-29) \| |                                                | |
| Година синх. | Назив                                          | Улога |
| 2004. | Навијачице                                     | Криси итд. |
| 2004. | Сабрина - вештица тинејџерка: Пријатељи заувек | Сабрина Спелман, краљица Енчантра итд. |
| 2005. | Бандолеро                                      | Марија, Хуанито, Жгоља |
| 2005. | Велика трка ружног пачета                      | Ружни итд. |
| 2005. | Лесијеви ренџери спасиоци                      | Сузан Тарнер, Бен Тарнер Јуниор |
| 2005. | Маделина: Изгубљена у Паризу                   | Маделина итд. |
| 2005. | Мачак Мика                                     | Фелиција |
| 2005. | Нове авантуре Зороа (1981)                     | Марија, Лусија |
| 2005. | Пинокио и император мрака                      | Пинокио |
| 2005. | Пипи Дуга Чарапа                               | Пипи |
| 2005. | Пророчанство жабе                              | Јулија, слоница |
| 2005. | Ружно паче иде на летовање                     | Ружни итд. |
| 2005. | Ружно паче и припреме за Божић                 | Ружни итд. |
| 2005. | Ружно паче у зачараној шуми                    | Ружни итд. |
| 2005. | Ружно паче у причи о вилењацима и змајевима    | Ружни итд. |
| 2005. | Ружно паче у чудесним причама                  | Ружни итд. |
| 2006. | Али Баба и четрдесет разбојника                | |
| 2006. | Арчи: Авантуре пећинског човека                | Вероника, Дилтон итд. |
| 2006. | Бекасин и благо Викинга                        | Бекасин, Мари |
| 2006. | Велика очекивања                               | Естела, госпођа Хедершон, госпођа Џоунс |
| 2006. | Заборављене играчке                            | Ана |
| 2006. | Оливер Твист                                   | Оливер Твист, Невил, Ненси, Сали итд. |
| 2006. | Острво краба                                   | Лорелај итд. |
| 2006. | Острво с благом                                | Џим |
| 2006. | Приче са ђубришта                              | Алиса итд. |
| 2006. | Снежана и Божић                                | Снежана, Зла краљица |
| 2006. | Миленце прасенце                               | Миленце |
| 2006. | Смешарики                                      | Њушкица |
| 2006. | Принцеза на зрну грашка                        | Хилдегард, маћеха, принцезе |
| 2006. | Суперскитнице                                  | |
| 2007. | Друга звезда лево                              | |
| 2007. | Конг: Повратак у џунглу                        | Докторка Џенкинс, Луа |
| 2007. | Мали хероји                                    | Малиша, Ана итд. |
| 2007. | Први зимски снег                               | Јоца, Јоцина мама |
| 2007. | Прича о два града                              | |
| 2007. | Робин Худ: Потрага за краљем                   | |
| 2007. | Тутенштајн                                     | Клео Картер, Луксор итд. |
| 2007. | Царско путовање                                | женски глас |
| 2010. | Шашава дружина                                 | Патак Дача, Гица Прасић итд; сви женски ликови |
| 2010. | Барби: савршени Божић                          | Скипер (дијалози и На дан савршеног Божића) |
| 2010. | Барби и Крцко Орашчић                          | Тетка Елизабет, сова |
| 2011. | Сабринин тајни живот                           | Касандра, Марица, Зелда Спелман, краљица Енчантра |
| 2011. | Земља коња                                     | Алма Родригез, Клои Стилтон, Тини, Скарлет, Пепер, Батон                                                                                                |
| 2011. | Мачак у чизмама                                | Џил |
| 2011. | Штрумфови                                      | Грејс Винслоу |
| 2011. | Боба и Биба                                    | Разне улоге |
| 2011. | Метеор и моћни камиони                         | Метеор итд. |
| 2011. | Хантик                                         | Приповедачица |
| 2011. | Торк                                           | Ирис итд. |
| 2011. | Сабрина: Пријатељи заувек                      | Никол |
| 2011. | Мегаминималс                                   | Госпођица Медоуз, пингвин |
| 2011. | Ловци на змајеве                               | Зои |
| 2012. | Моји џепни љубимци                             | Кејт, Ева |
| 2012. | Гормити (ТВ серија из 2008) (С1)               | Џесика |
| 2012. | Барби као Златокоса                            | Готела, Пенелопа |
| 2012. | Барби: лабудово језеро                         | Лајла, краљица, Иван |
| 2012. | Барби као принцеза и просјакиња                | Мадам Карп |
| 2012. | Барби - острвска принцеза                      | Тика, краљица Аријана |
| 2012. | Барби Феритопија                               | Маслачак, Лаверна |
| 2012. | Барби Мерипоза                                 | |
| 2012. | Барби у модној бајци                           | Тетка Мили, Ракел, Светлуцана, Делфина, Џилијана |
| 2012. | Барби: тајне виле                              | Кери, Ракел |
| 2012. | Принцеза Барби и школа манира                  | Исла, госпођица Привет, госпођа Вилоус |
| 2012. | Барби и три мускетара                          | Вивека, Миет, Мари |
| 2012. | Барби у причи о сирени                         | Зума, Калиса, Ерис, Кајла, Сиренка |
| 2012. | Барби и дијамантски замак                      | Алекса (говор), Тереза (говор), Лидија |
| 2012. | Нинџа корњаче: Нова мутација                   | Венера, Вам-Ми |
| 2012. | Моћни ренџери: самураји                        | Мија, Емили, Даи |
| 2012. | Винкс (С5)                                     | Блум, Ајси, Треса, Гризелда (Е1-13), Пратећи вокал |
| 2012. | Звончица и тајна крила                         | Искрица |
| 2012. | Разбијач Ралф                                  | Мери |
| 2012. | Покемон: Црно и бело                           | Ајрис, Џеси |
| 2013. | Млади мутанти нинџа корњаче (2012)             | Кранг први (само неке епизоде) |
| 2013. | Инвазија Рабида                                | додатни гласови |
| 2013. | Луи                                            | додатни гласови |
| 2013. | Штрумфови 2                                    | Грејс Винслоу |
| 2013. | Биг тајм раш                                   | Луси Стоун, Дарина маћеха (само неке епизоде) |
| 2013. | Аватар: Легенда о Кори                         | додатни гласови |
| 2013-2018. | Патролне шапе                                  | Рајдер (С1-2, С3Е14-С5Е14) |
| 2013. | Свиндел                                        | Рецепционарка |
| 2013. | Витаминикс                                     | |
| 2013. | Супер шпијунке (С6)                            | Алекс |
| 2014. | Санџеј и Крег                                  | додатни гласови |
| 2014. | Сем и Кет                                      | додатни гласови |
| 2014-2018. | Тандерменови                                   | Барб Тандермен (С1-2, 4) |
| 2014. | Тетка Рада, девојчица                          | Николасова мама |
| 2014. | Ники Дус                                       | Николасова мама |
| 2014. | Паунд Папис: Штене за сваког човека            | Штрудлица, Колачић, Ђина, Сели Меј, Камелија, Кејли, Вили Глисон, Хамфри, Пикипус, Пепита, Нугат, Џули, Џени, Коцкица, докторка Труди, Рокси, Табу итд. |
| 2014. | Господин Пидоби и Шерман                       | Пети Питерсон |
| 2014. | Звончица и вила гусарка                        | Искрица |
| 2014. | Нове авантуре Петра Пана                       | Венди |
| 2014. | Дај гол!                                       | Тетка Рада, девојчица |
| 2015. | Звончица и чудовиште из Недођије               | Искрица |
| 2015-2018. | Ники, Рики, Дики и Дон                         | Мек, Оскар (само неке епизоде), Карен, ЈОКО |
| 2015. | Чудновило лето                                 | Вики |
| 2015. | Алберт                                         | Јадранка, Албертова мама, Људмила итд. |
| 2015-2017. | Бела и Булдози                                 | Шери |
| 2015. | Водени свет малих гупија                       | Деманда, Скипова мама |
| 2015-2017. | Литл чармерс                                   | Принц Ферг |
| 2015-2018. | Макс и Руби                                    | Госпођа Хафингтон (С1-5, С6 већина епизода) |
| 2015. | Светлуцава и Сјајна                            | Царица Калијана |
| 2015-2017. | Харви Кљунић                                   | Техномеда (С1Е1-20, С2 већина епизода) |
| 2016. | Паплси                                         | Сани |
| 2016. | Алвин и веверице                               | Хармони |
| 2016. | Тинејџ вештица                                 | Лили Арчер |
| 2016-2017. | Развали игру                                   | Софија Санчез, Џеки Грифин, Кејла Бангер |
| 2016. | Изгубљени на Дивљем Западу                     | Џејн из будућности |
| 2016. | Кућа Бука                                      | споредне улоге |
| 2016-2017. | Чудновили родитељи                             | Вики итд. (С9-10) |
| 2017. | Бансен је звер                                 | Бансенова мама |
| 2017. | Хенри Опасност                                 | Ноел (03x09) |
| 2017. | Легенде скривеног храма                        | споредне улоге |
| 2017-2018. | Сунђер Боб Коцкалоне                           | споредне улоге |
| 2017. | Тинејџ вештица                                 | Лили Арчер |
| 2017. | Штрумпфови: Скривено село                      | |
| 2018. | Бекство из библиотеке господина Лемoнчела      | Докторка Зинченко |
| 2018. | Инстант мама                                   | Стефани Филипс |
| 2018. | Фантастично путовање у Оз                      | Врана итд. |
| 2018. | Цеца Переца                                    | додатни гласови |
| 2018. | Блејз и чудовишне машине                       | Габи (С4Е3) |
| 2018. | Ухвати Ејса                                    | Џини Мекдугал (Е1-29) |